# 21-й Вьетнамский кинофестиваль
21-й Вьетнамский кинофестиваль — кинофестиваль, организованный Министерством культуры, спорта и туризма Вьетнама, проходивший с 23 по 27 ноября 2019 года в провинции Бариа-Вунгтау, Вьетнам.
До начала конкурса оргкомитет фестиваля заявил, что не ставит себе целью обязательно вручить «Золотой лотос», он будет вручён только если будет представлен действительно достойный фильм. Когда награду получил фильм «Шонгланг», критики отметили, что жюри в этом году постаралось выбрать качественное кино, а не поддержать в прокате развлекательный фильм, как это было в 2017 году.

## Награды

### Художественные фильмы
| Награда                                    | Фильм                             | Режиссёр                   |
| ------------------------------------------ | --------------------------------- | -------------------------- |
| «Золотой лотос»                            | Шонгланг / Song lang              | Леон Куанг Ле              |
| «Серебряный лотос»                         | Фурия / Hai Phượng                | Ле Ван Кьет                |
| «Серебряный лотос»                         | Cua lại vợ bầu                    | Нят Чунг                   |
| «Серебряный лотос»                         | Truyền thuyết về Quán Tiên        | Динь Туан Ву               |
| Специальный приз жюри                      | 100 дней солнца / 100 ngày bên em | Ву Нгок Фыонг              |
| Приз зрительских симпатий                  | Chú ơi, đừng lấy mẹ con           | Динь Туан Ву               |
| Премия                                     | Победитель                        | Фильм                      |
| За лучшую режиссёрскую работу              | Леон Куанг Ле                     | Шонгланг / Song lang       |
| За лучший сценарий                         | Доан Нят Чунг                     | Cua lại vợ bầu             |
| Лучшему актёру главной роли                | Чан Тхань                         | Cua lại vợ bầu             |
| Лучшей актрисе главной роли                | Хоанг Йен Тиби                    | Tháng năm rực rỡ           |
| Лучшему актёру второго плана               | Исаак (Фам Лыу Туан Тай)          | Шонгланг / Song lang       |
| Лучшей актрисе второго плана               | Май Кат Ви                        | Фурия / Hai Phượng         |
| За лучшую операторскую работу              | Нгуен К’Линь                      | Бессмертный / Người bất tử |
| За лучшую музыку к фильму                  | Чан Мань Хунг                     | Truyền thuyết về Quán Tiên |
| За лучшую звукооператорскую работу         | Ву Тхань Лонг                     | Шонгланг / Song lang       |
| За лучшее художественное оформление фильма | Гиа Фам                           | Шонгланг / Song lang       |